# دينيس اليجاغيتش
دينيس أليجاغيتش (من مواليد 10 أبريل 2003) هو لاعب كرة قدم تشيكي محترف يلعب كمهاجم لنادي أولمبياكوس بي في الدوري اليوناني 2.